# Angerona bistrigata
Angerona bistrigata là một loài bướm đêm trong họ Geometridae.